# Biohazard 4D-Executer
Resident Evil 4D: Executer (Biohazard 4D-Executer) è un film cortometraggio giapponese del 2000 diretto da Koichi Ohata. È tratto dall'omonimo videogioco Biohazard, conosciuto in Europa come Resident Evil. Biohazard 4D-Executer è il primo film della saga creato in computer grafica, ed è anche il primo film basato sul franchise in generale. In Italia è inedito.

## Trama
Il film è ambientato a Raccoon City, nel Midwest degli Stati Uniti, i cui cittadini sono stati trasformati in zombi dopo essere stati infettati dal virus T, un'arma biologica sviluppata segretamente dalla società farmaceutica Umbrella. Una squadra militare composta dal leader Claus (Masaki Aizawa) e dai suoi uomini Roger (Hiroto Torihata), Ed (Hideto Ebihara), Robert (Tadasuke Omizu) e Norman (Yoshiyuki Kaneko), viene mandata in città dalla compagnia. I membri di questo team, denominato U.B.C.S. (Umbrella Biohazard Countermeasure Service), un gruppo specializzato nel contenere epidemie di rischio biologico causate da Umbrella, ha come obiettivo salvare la dottoressa Cameron (Yurika Hino), una scienziata ricercatrice di un nuovo virus.
La squadra segue il segnale dalla carta d'identità della dottoressa ed è guidata verso un magazzino, dove Robert viene ucciso durante un attacco a sorpresa da un mostro non identificato. La squadra fa a pezzi la creatura, ma non è consapevole della sua capacità di trasferire la sua coscienza ad altre forme di vita. La squadra continua a seguire il segnale della dottoressa Cameron verso un tombino e il mostro li segue dopo essersi trasferito nel corpo di un corvo. Norman e Roger accompagnano Claus nelle fogne, mentre Ed è di guardia sulla strada. Sotto terra, il team trova l'attrezzatura della dottoresa Cameron e viene attaccato da un cane. Dopo aver sparato al cane, vedono il documento di identità della dottoressa attaccato ad esso. Roger, che lavora ai piani alti della Umbrella, rivela agli altri che il vero scopo della loro missione non era quello di salvare la dottoressa Cameron, ma di raccogliere i suoi dati di ricerca riguardanti un nuovo virus in grado di rigenerare i geni. Era stata infettata dalla sua stessa creazione e mutata nel mostro che la squadra aveva combattuto nel magazzino.
Mentre Claus, Norman e Roger tornano in superficie, Ed viene ucciso dal corvo e si trasforma in una creatura simile a quella nel magazzino. Questo nuovo mostro uccide Norman, ma Claus e Roger riescono a malapena a scappare in un automezzo militare, usando una mitragliatrice attaccata al veicolo per distruggerlo. Mentre i due guidano fuori dalla città, Claus chiede riguardo al virus virus. Roger spiega come si fonde con i geni, permettendo alla dottoressa Cameron di rigenerare il suo corpo in altre forme di vita, rendendola così quasi immortale. Roger quindi uccide Claus impalandolo con tentacoli, inchiodandolo al sedile. A questo punto, viene rivelato che Roger ha due facce, la seconda è quella della dottoressa Cameron. La ricercatrice spiega che li stava osservando nel corpo del cane mentre erano nel magazzino e che si è resa conto che la Umbrella era interessata ai suoi dati di ricerca. La dottoressa Cameron dice a Claus che lui e il suo team sono stati delle ottime cavie per il virus che aveva creato, e che lei continuerà i suoi esperimenti, cercando di riportarsi a una forma umana. Infine, usando tentacoli, strappa la faccia di Claus, uccidendolo.